# William Nylander
William Nylander, o Wilhelm Nylander fue un botánico, briólogo, micólogo, y entomólogo finés nacido en Uleåborg el 3 de enero de 1822 y muerto en París un 29 de marzo de 1899, uno de los más destacados investigadores en el campo de la liquenología del siglo XIX.

## Biografía
A pesar de haber realizado un doctorado en medicina y cirugía en Helsinki en 1847 William Nylander comenzó a interesarse por la entomología y especialmente por las relaciones sociales establecidas por las hormigas, comenzando para muchos la disciplina denominada mirmecología. Tras comenzar en 1850 a realizar estudios en diferentes campos de la Botánica recibe en 1852 una beca que le permite viajar por Europa hasta 1858. Este año y tras haber conocido Argelia, Francia, Inglaterra, se le nombra profesor en la recién creada cátedra de Botánica de la Universidad de Helsinki. Años antes ya había publicado varios trabajos sobre liquenología tras haber tenido sus primeros contactos con esta disciplina durante su estancia en Inglaterra gracias a su amistad con William J. Hooker y sus trabajos conjuntos en el Real Jardín Botánico de Kew. En 1863 se instala en París tras renunciar a su trabajo en Helsinki con el fin de poder centrarse en sus investigaciones, en esta ciudad trabajará ocasionalmente para el Museo Nacional de Historia Natural de Francia.
En 1866 comienza a emplear diferentes técnicas de tinción de líquenes a base de yodo e hipocloritos que permitían identificar caracteres taxonómicos. La tinción desarrollada por Nylander a base de hipoclorito de calcio, de sodio o bien hidróxido de calcio coloreaba los talos liquénicos de forma diferente según la especie, de este modo especies cercanas como Roccella montagnei se teñía de rojo mientras que Rocella hypomecha no lo hacía, con estos simples análisis era posible diferenciar especies próximas entre sí o similares en aspecto. Desde un principio Nylander no llegó a dilucidar el porqué de estas diferencias al no haberse conocido aún la naturaleza dual de los líquenes, esto es, que están formados por la simbiosis entre un hongo y un alga, hoy día se sabe que estos cambios de color se deben a las diferentes sustancias sintetizadas por los líquenes, las sustancias liquénicas. Muchas de sus técnicas de tinción de líquenes son aún hoy utilizadas por los investigadores. Sus estudios sobre el crecimiento de los líquenes en ambientes contaminados fueron la base para posteriores investigaciones sobre el papel de estos organismos como bioindicadores de la calidad ambiental.
Es considerado uno de los más importantes liquenólogos al haber realizado descripciones de más de 5.000 especies de líquenes y publicado gran cantidad de trabajos de investigación; tras sus numerosos viajes e investigaciones reunió un herbario de líquenes con más de 50.000 ejemplares que fue depositado a su muerte en la Universidad de Helsinki, hoy día puede ser consultado en el Museo finlandés de Historia Natural situado en dicha Universidad.

## Estudios destacados
- 1853 Collectanea lichenologica in Gallia meridionali et Pyrenaeis
- 1857 Monographia calicieorum: specimen Academicum
- 1858 Énumération générale des lichens, avec l'indication sommaire de leur distribution géographique
- 1858 Expositio synoptica pyrenocarpeorum
- 1859 Analyses mycologicae
- 1859  Bidrag till Finlands bryologi
- 1859 Herbarium musei fennici: förteckning öfver finska musei växtsamling: utgifven af sällskapet pro fauna et flora fennica
- 1860 Prodromus expositionis lichenum Novae Caledoniae
- 1861 Diatomaceis Fenniae fossilibus additamentum
- 1861 Lichenes scandinaviae
- 1868 Conspectus synopticus sticteorum
- 1868 Note sur les lichens de Port-Natal
- 1869 Énumération des lichens récoltés par M. Husnot aux Antilles françaises
- 1869 Lichenes angolenses welwitschiani
- 1870 Recognitio monographica ramalinarum
- 1873 Observata lichenologica in Pyrenaeis orientalibus
- 1874 Lichenes insularum Andaman
- 1886-1888 Addenda nova ad lichenographiam Europæam exposuit in Flora Ratisbonensi W. Nylander
- 1887 Enumeratio lichenum Freti Behringii
- 1888 Lichenes Fuegiae et Patagoniae
- 1888 Lichenes Novae Zelandiae
- 1889 Lichenes insularum guineensium (San Thomé, do Principe, das Cabras)
- 1890 Lichenes Japoniae
- 1891 Lichenes Pyrenaeorum orientatalium observatis novis (Amélie-les-Bains, Força-Réal, Costabonne, La Massane, Collioure)
- 1891 Sertum lichenaeae tropicae e Labuan et Singapore
- 1896 Énumération des lichens de l'île Annobon
- 1896 Les Lichens des environs de Paris
- 1897 Supplément aux Lichens des environs de Paris

## Honores

### Eponimia
Géneros de taxones de líquenes y hongos
- Nylandera
- Nylanderaria
- Nylanderiella
- Nylanderopsis

Especies y variedades
- Biatora nylanderi Anzi
- Cladonia nylanderi Cout.
- Lecania nylanderiana A.Massal.
- Lecanora nylanderi P.Crouan & H.Crouan
- Lecanora swartzii
- Lecidea nylanderi
- Lepraria nylanderiana
- Medusula nylanderi
- Ocellularia nylanderiana
- Peltigera nylanderi
- Sagedia nylanderi
- Siphula nylanderiella
- Stictina nylanderi
- Strigula nylanderi
- Umbilicaria nylanderiana
- Usnea nylanderiana
- Verrucaria nylanderi (Hepp) Tuck.